# Bogdănești (Vaslui)
Bogdănești is een Roemeense gemeente in het district Vaslui.
Bogdănești telt 3480 inwoners.